# ژوئاون باتیستا ویانا سانتوس
ژوئاون باتیستا ویانا سانتوس (پرتغالی: João Batista Viana Santos؛ زادهٔ ۲۰ ژوئیهٔ ۱۹۶۱) بازیکن فوتبال اهل برزیل بود.
از باشگاه‌هایی که در آن بازی کرده‌است می‌توان به باشگاه فوتبال اتلتیکو مینیرو و باشگاه فوتبال اتلتیکو پارانائنزه اشاره کرد.
وی در مسابقات بین‌المللی در مجموع برندهٔ ۱ مدال نقره شده‌است.